# رالف دونكان جيمس
رالف دونكان جيمس هو رياضياتي كندي، ولد في 1909، وتوفي في 19 مايو 1979.